# Línea SE860 (EMT Madrid)
El Servicio Especial (S.E.) codificado como SE860 de la EMT de Madrid unió las estaciones de Fuencarral y Plaza de Castilla en sustitución de la línea 10 de Metro, cortada por obras del 10 al 18 de agosto de 2024.

## Características
Esta línea prestó servicio del 10 al 18 de agosto de 2024, cubriendo parte del recorrido de la línea 10 de Metro, cortada por las obras de accesibilidad en la estación de Begoña. Tuvo una dotación de hasta 7 autobuses en días laborables y 4 en fines de semana y festivos. Fue gratuita para los usuarios, pues se trata de un servicio consensuado entre ambos operadores de transporte.
Curiosamente, la parada de cabecera de línea en la Plaza de Castilla (4855), se trata de la antigua parada que utilizaban las líneas de la EMT antes de la inauguración del Intercambiador de Plaza de Castilla el 10 de noviembre de 2009. Fue necesaria la colocación de un poste para ofrecer información a los viajeros, puesto que las antiguas marquesinas fueron retiradas con la llegada de las nuevas dársenas del intercambiador. Esta parada rehabilitada provisionalmente para el servicio especial fue después utilizada por la línea 179 como cabecera, creada el 1 de diciembre de 2024.

### Frecuencias
| De lunes a viernes laborables           |               |
| De 6:00 a 7:00                          | 8-10 minutos  |
| De 7:00 a 22:00                         | 6-8 minutos   |
| De 22:00 a fin                          | 8-13 minutos  |
| Sábados laborables, domingos y festivos |               |
| De 6:00 a 10:00                         | 9-17 minutos  |
| De 10:00 a 20:00                        | 9-10 minutos  |
| De 20:00 a fin                          | 10-13 minutos |

## Recorrido y paradas

### Sentido Plaza de Castilla
| Estación sustituida | Código | Ubicación de parada                                            | Conexiones con Metro |
| ------------------- | ------ | -------------------------------------------------------------- | -------------------- |
| Fuencarral          | 2689   | Braille, 9 con C/ Molins de Rey                                | Fuencarral           |
| Tres Olivos         | 51052  | Afueras a Valverde, 54                                         | Tres Olivos          |
| Begoña              | 3573   | San Modesto con C/ Virgen de Aranzazu                          |                      |
| Begoña              | 1640   | Arzobispo Morcillo con Pº de la Castellana                     |                      |
| Plaza de Castilla   | 4855   | Plaza de Castilla, S/N (junto a Monumento a José Calvo Sotelo) | Plaza de Castilla    |

### Sentido Fuencarral
| Estación sustituida | Código | Ubicación de parada                                               | Conexiones con Metro |
| ------------------- | ------ | ----------------------------------------------------------------- | -------------------- |
| Plaza de Castilla   | 4855   | Plaza de Castilla, S/N (junto a Monumento a José Calvo Sotelo)    | Plaza de Castilla    |
| Begoña              | 1602   | Pedro Rico con C/ Arzobispo Morcillo (Hospital La Paz-Maternidad) |                      |
| Begoña              | 3272   | San Modesto con C/ San Dacio                                      |                      |
| Tres Olivos         | 4666   | Afueras a Valverde, S/N, frente al Nº56                           | Tres Olivos          |
| Fuencarral          | 51051  | Braille, 13                                                       | Fuencarral           |